# William Austin Burt
William Austin Burt (Petersham, 13 de juny de 1792 - Detroit, 18 d'agost de 1858) fou un inventor estatunidenc, legislador, agrimensor i mecànic.
Va ser l'inventor, fabricant i va patentar la primera màquina d'escriure construïda a Amèrica. Es coneix com "el pare de la màquina d'escriure".
Burt també va inventar la primera brúixola solar operable, un instrument de topografia d'ús solar i el sextant equatorial, una ajuda de navegació de precisió per determinar amb una observació la ubicació d'un vaixell al mar.

## Principals invents

### Tipògraf (màquina d'escriure)
Entre els nombrosos invents de Burt, hi ha el "tipògraf" de 1829, que era un predecessor de la màquina d'escriure moderna. El "tipògraf" va ser la primera màquina d'escriure construïda i operativa en qualsevol lloc segons Burt.

### Brúixola solar
Burt és més conegut per la seva brúixola solar, inventada el 1835. La raó és que aquest instrument va resoldre molts problemes trobats pels topògrafs en l'ús normal de la brúixola magnètica per a topografia.

### Sextant equatorial
Burt va dissenyar i va inventar el sextant equatorial amb la finalitat d'aconseguir càlculs precisos i poder establir la posició dels vaixells al mar. Quan l'instrument es manipulava correctament era capaç, amb una observació, de llegir les azimuts, l'altitud, el temps i la declinació d'un vaixell. Burt va aplicar els principis de la seva brúixola solar anterior per fer d'aquesta precisió una ajuda de navegació que utilitzava el sol com a punt de referència.

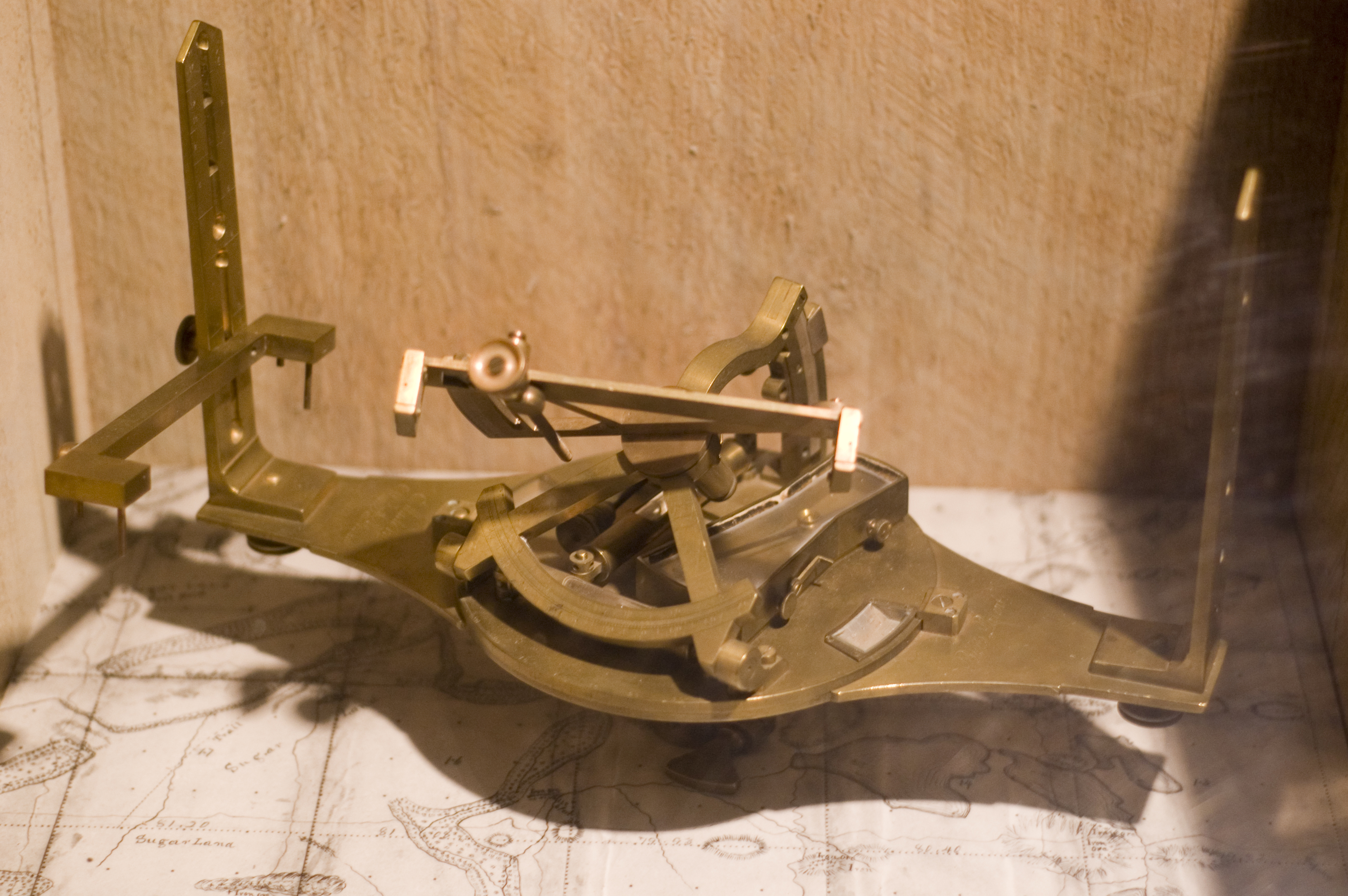
La brúixola solar de Burt
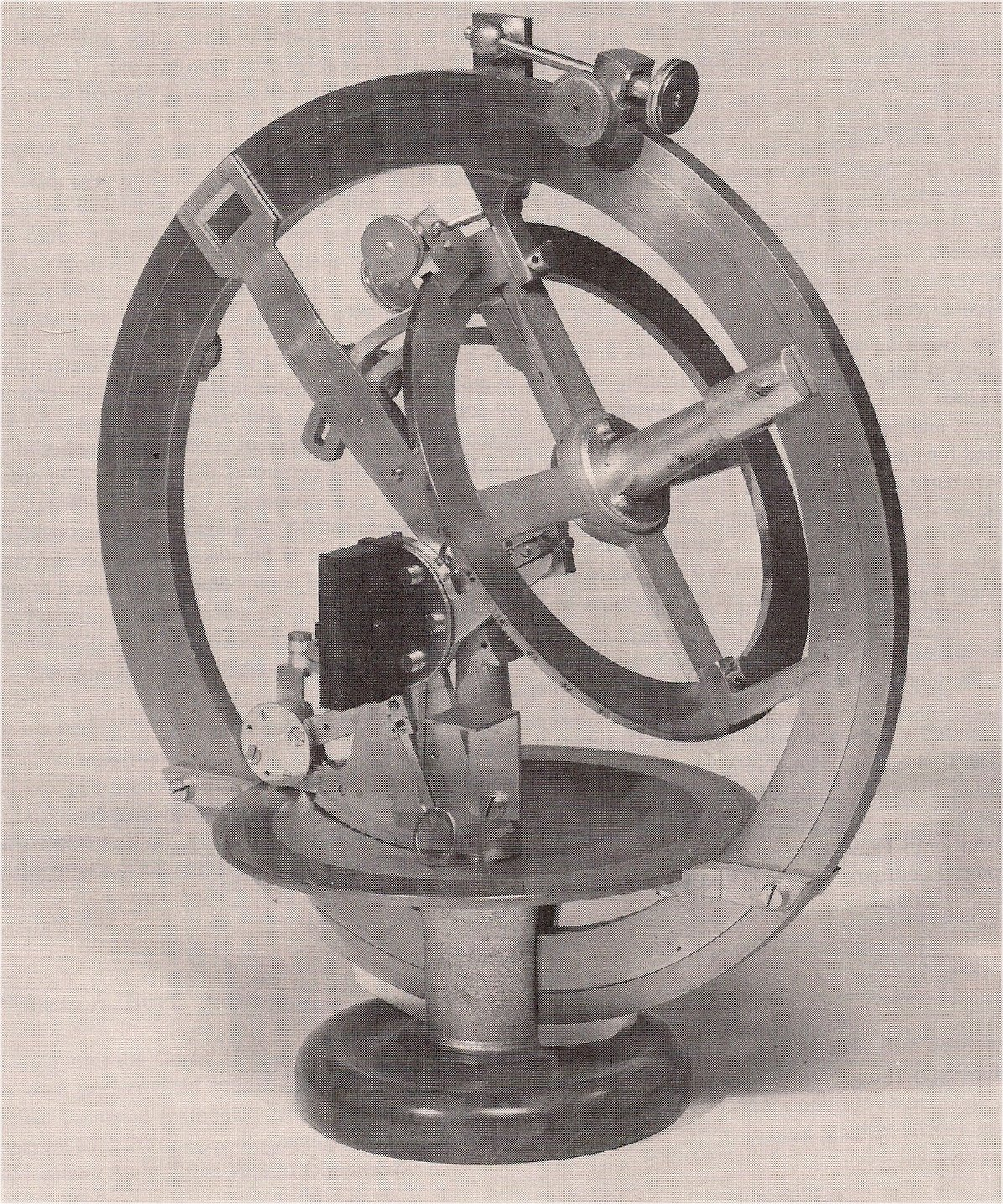
Sextant equatorial